# Club Libertad
Il Club Libertad è una società calcistica di Asunción, in Paraguay, fondata nel 1905. Milita nella prima divisione del campionato nazionale.

## Storia
Nel 1905, in un periodo di grande instabilità politica in Paraguay, un gruppo di giovani arrivati ad Asunción su una nave chiamata Libertad (Libertà) condussero una trionfante rivoluzione per rovesciare il governo, che in quel tempo era in mano al "Partido Colorado". Il nome della nave fu motivo d'ispirazione per Juan Manuel Sosa Escalada, il quale, con l'aiuto di alcuni amici, decise di fondare un'associazione sportiva chiamata Club Libertad, il 30 luglio 1905.
Da quando vinse il suo primo campionato il Libertad fu spesso oscurato dalle due grandi squadre del Paraguay, il Club Olimpia e il Cerro Porteño, che da soli vinsero la maggior parte dei campionati. Ciò nonostante, il Libertad si è confermato la terza squadra paraguaiana per numero di trofei vinti, avendo conquistato finora 10 campionati, uno in più del Club Guaraní. Tra le due squadre c'è una notevole rivalità, poiché il Guarani è considerata la terza squadra del paese in termini di tifosi, mentre il Libertad è al terzo posto per quanto riguarda i titoli nazionali.
Il Libertad è sempre stato considerato un club di rilievo, tanto che la retrocessione in seconda divisione nel 1998 destò molto stupore. Due anni dopo la squadra riuscì a risalire in prima divisione vincendo il campionato, per merito anche della nuova gestione e del nuovo presidente. Nel 2002, nel 2003 e nel 2006 il Libertad conquistò tre titoli nazionali e raggiunse la semifinale nella Coppa Libertadores 2006.
Il Libertad dopo la semifinale conquistò altri 13 campionati paraguaiani, arrivando all'attuale somma di 24 campionati vinti.

## Palmarès

### Competizioni nazionali
- Campionato paraguaiano: 25

1910, 1917, 1920, 1930, 1943, 1945, 1955, 1976, 2002, 2003, 2006, 2007, Apertura 2008, Clausura 2008, Clausura 2010, Clausura 2012, Apertura 2014, Clausura 2014, Apertura 2016, Apertura 2017, Apertura 2021, Apertura 2022, Apertura 2023, Clausura 2023, Apertura 2024
- Coppa del Paraguay: 3

2019, 2023, 2024
- Supercoppa del Paraguay: 2

2023, 2024
- División Intermedia: 1

2000

### Altri piazzamenti
- Campionato paraguaiano:

Secondo posto: 1909, 1924, 1927, 1928, 1929, 1931, 1944, 1950, 1953, 1954, 1956, 1967, 1977, 1990, 2004, 2005, Apertura 2009, Clausura 2009, Clausura 2013, Clausura 2019
Terzo posto: 1906, Apertura 2018, Clausura 2018, Apertura 2019, Apertura 2020
- Coppa del Paraguay:

Terzo posto: 2021
- Coppa Libertadores:

Semifinalista: 1977, 2006
- Coppa Sudamericana:

Semifinalista: 2013, 2017, 2021

## Rosa 2017-2018
| N. |                      | Ruolo | Calciatore           |
| -- | -------------------- | ----- | -------------------- |
| 1  | Uruguay (bandiera)   | P     | Rodrigo Muñoz        |
| 2  | Paraguay (bandiera)  | D     | Jorge Moreira        |
| 3  | Paraguay (bandiera)  | D     | Adalberto Román      |
| 4  | Paraguay (bandiera)  | D     | Miller Mareco        |
| 5  | Paraguay (bandiera)  | C     | Iván Ramírez         |
| 6  | Paraguay (bandiera)  | D     | Mario Saldívar       |
| 7  | Paraguay (bandiera)  | A     | Santiago Salcedo     |
| 8  | Paraguay (bandiera)  | A     | Rodolfo Gamarra      |
| 9  | Paraguay (bandiera)  | A     | Rogerio Leichtweis   |
| 10 | Paraguay (bandiera)  | A     | Jorge Recalde        |
| 11 | Argentina (bandiera) | C     | Marcelo Cañete       |
| 12 | Paraguay (bandiera)  | P     | Jorge Chena          |
| 13 | Paraguay (bandiera)  | D     | Agustín Vera         |
| 14 | Paraguay (bandiera)  | D     | Luis Cardozo         |
| 15 | Paraguay (bandiera)  | C     | Ángel Cardozo Lucena |
| 16 | Paraguay (bandiera)  | C     | Sergio Aquino        |
| 17 | Paraguay (bandiera)  | A     | Wilson Leiva         |
| 18 | Paraguay (bandiera)  | A     | Pablo Zeballos       |

| N. |                     | Ruolo | Calciatore                  |  |
| -- | ------------------- | ----- | --------------------------- |  |
| 19 | Paraguay (bandiera) | C     | Roque Ariel Guachire        |  |
| 20 | Paraguay (bandiera) | A     | Antonio Bareiro             |  |
| 21 | Paraguay (bandiera) | C     | Victor Hugo Dávalos         |  |
| 22 | Paraguay (bandiera) | C     | Osmar Molinas               |  |
| 23 | Paraguay (bandiera) | C     | Danilo Santacruz            |  |
| 24 | Paraguay (bandiera) | C     | José Domingo Salcedo        |  |
| 25 | Paraguay (bandiera) | P     | Junior Balbuena             |  |
| 26 | Paraguay (bandiera) | D     | Pedro Benítez               |  |
| 27 | Paraguay (bandiera) | D     | Marcelo Báez                |  |
| 29 | Paraguay (bandiera) | C     | Félix Benitez               |  |
| 30 | Paraguay (bandiera) | C     | Sergio Vergara              |  |
| 32 | Paraguay (bandiera) | A     | Roque Santa Cruz (capitano) |  |
|    | Paraguay (bandiera) | A     | Óscar Cardozo               |  |
|    | Paraguay (bandiera) | A     | Néstor Adrián Fernández     |  |
|    | Paraguay (bandiera) | A     | Héctor Villalba             |  |
|    | Paraguay (bandiera) | C     | Lorenzo Melgarejo           |  |
|    | Cile (bandiera)     | C     | Marcelo Alfonso Díaz        |  |

## Rosa 2010-2011
| N. |                     | Ruolo | Calciatore        |
| -- | ------------------- | ----- | ----------------- |
| 1  | Uruguay (bandiera)  | P     | Rodrigo Muñoz     |
| 2  | Paraguay (bandiera) | D     | Jorge Moreira     |
| 3  | Paraguay (bandiera) | D     | Ismael Benegas    |
| 4  | Paraguay (bandiera) | D     | Gustavo Mencia    |
| 6  | Paraguay (bandiera) | C     | Claudio Vargas    |
| 7  | Paraguay (bandiera) | A     | Pablo Velázquez   |
| 9  | Uruguay (bandiera)  | A     | Mauro Guevgeozián |
| 11 | Paraguay (bandiera) | C     | William Mendieta  |
| 12 | Paraguay (bandiera) | P     | Rubén Escobar     |
| 13 | Paraguay (bandiera) | D     | Aldo Olmedo       |
| 14 | Paraguay (bandiera) | D     | Rubén Monges      |
| 15 | Paraguay (bandiera) | D     | Richard Ortiz     |
| 16 | Paraguay (bandiera) | C     | Sergio Aquino     |
| 17 | Paraguay (bandiera) | C     | Osmar Molinas     |
| 18 | Paraguay (bandiera) | D     | Felipe Núñez      |

| N. |                     | Ruolo | Calciatore         |  |
| -- | ------------------- | ----- | ------------------ |  |
| 19 | Paraguay (bandiera) | A     | Nelson Romero      |  |
| 20 | Paraguay (bandiera) | A     | Juan Villamayor    |  |
| 21 | Paraguay (bandiera) | C     | Danilo Santacruz   |  |
| 23 | Paraguay (bandiera) | A     | Rodolfo Gamarra    |  |
| 25 | Paraguay (bandiera) | P     | Bernardo Medina    |  |
| 26 | Paraguay (bandiera) | D     | Pedro Juan Benítez |  |
| 27 | Paraguay (bandiera) | C     | Jorge González     |  |
| 28 | Paraguay (bandiera) | D     | Jorge Recalde      |  |
| 29 | Paraguay (bandiera) | C     | Alan Benítez       |  |
| 30 | Paraguay (bandiera) | C     | Blas Díaz          |  |
| 31 | Paraguay (bandiera) | C     | Iván Ramírez       |  |
| 32 | Paraguay (bandiera) | A     | Manuel Maciel      |  |
| 33 | Paraguay (bandiera) | P     | Diego Morel        |  |
| 35 | Paraguay (bandiera) | A     | José Ariel Núñez   |  |